# Distributed control system
Distributed Control System, DCS, är ett samlingsbegrepp för överordnade styrsystem, främst inom processindustrin. Kontrollfunktioner inom DCS är inte samlade till en central punkt utan finns på flera olika platser och nivåer i det eller de system DCS styr. Distribuerade I/O och en eller flera programmerbara styrsystem är ofta komponenter i ett DCS.

## Användningsområden
DCS är en mycket bred term och används inom många olika fält:
- Elnät
- Elproduktion
- Miljöövervakningssystem
- Trafiksignaler
- Vattenförsörjning
- Oljeraffinaderier
- Kemiska fabriker
- Life science-industrin
- Sensorsystem